# Grimes Glacier
Grimes Glacier är en glaciär i Antarktis. Den ligger i Västantarktis. Chile gör anspråk på området. Grimes Glacier ligger 786 meter över havet.
Terrängen runt Grimes Glacier är varierad, och sluttar österut. Trakten är obefolkad. Det finns inga samhällen i närheten.